# Johnny Russell
Johnny Russell (Glasgow, 1990. április 8. –) skót válogatott labdarúgó, az amerikai Real Salt Lake csatára.

## Pályafutása

### Klubcsapatokban
Russell a skóciai Glasgow városában született. Az ifjúsági pályafutását a Dundee United akadémiájánál kezdte.
2007-ben mutatkozott be a Dundee United felnőtt keretében. A 2008–09-es szezonban a Forfar Athletic, míg a 2009–10-es szezonban a Raith Rovers csapatát erősítette kölcsönben. 2013-ban az angol másodosztályban szereplő Derby County szerződtette. 2018. január 31-én az észak-amerikai első osztályban érdekelt Sporting Kansas City-hez igazolt. Először a 2018. március 5-ei, New York City ellen 2–0-ra elvesztett mérkőzésen lépett pályára. Első gólját 2018. március 11-én, a Chicago Fire ellen idegenben 4–3-ra megyert találkozón szerezte meg. 2025. április 25-én a Real Salt Lake szerződtette az idény hátralévő részére.

### A válogatottban
Russell az U19-es és az U21-es korosztályú válogatottakban is képviselte Skóciát.
2014-ben debütált a felnőtt válogatottban. Először a 2014. november 18-ai, Anglia ellen 3–1-re elvesztett mérkőzés 81. percében, Shaun Maloneyt váltva lépett pályára. Első válogatott gólját 2019. március 24-én, San Marino ellen 2–0-ra megnyert EB-selejtezőn szerezte meg.

## Statisztikák
2023. június 25. szerint
| Klub                 | Szezon   | Osztály      | Bajnokság | Bajnokság | Kupa  | Kupa | Nemzetközi | Nemzetközi | Összesen | Összesen |
| Klub                 | Szezon   | Osztály      | Meccs     | Gól       | Meccs | Gól  | Meccs      | Gól        | Meccs    | Gól      |
| -------------------- | -------- | ------------ | --------- | --------- | ----- | ---- | ---------- | ---------- | -------- | -------- |
| Derby County         | 2013–14  | Championship | 42        | 9         | 1     | 0    | —          | —          | 43       | 9        |
| Derby County         | 2014–15  | Championship | 39        | 6         | 6     | 2    | —          | —          | 45       | 8        |
| Derby County         | 2015–16  | Championship | 47        | 10        | 3     | 0    | —          | —          | 50       | 10       |
| Derby County         | 2016–17  | Championship | 36        | 2         | 2     | 0    | —          | —          | 38       | 2        |
| Derby County         | 2017–18  | Championship | 23        | 4         | 2     | 1    | —          | —          | 25       | 5        |
| Derby County         | Összesen | Összesen     | 187       | 31        | 14    | 3    | 0          | 0          | 201      | 34       |
| Sporting Kansas City | 2018     | MLS          | 34        | 10        | 3     | 2    | —          | —          | 37       | 12       |
| Sporting Kansas City | 2019     | MLS          | 28        | 9         | 0     | 0    | 6          | 0          | 34       | 9        |
| Sporting Kansas City | 2020     | MLS          | 25        | 6         | 0     | 0    | —          | —          | 25       | 6        |
| Sporting Kansas City | 2021     | MLS          | 32        | 16        | 0     | 0    | —          | —          | 32       | 16       |
| Sporting Kansas City | 2022     | MLS          | 33        | 8         | 4     | 2    | —          | —          | 37       | 10       |
| Sporting Kansas City | 2023     | MLS          | 13        | 2         | 0     | 0    | —          | —          | 13       | 2        |
| Sporting Kansas City | Összesen | Összesen     | 165       | 51        | 7     | 4    | 6          | 0          | 178      | 55       |
| Összesen             | Összesen | Összesen     | 352       | 82        | 21    | 7    | 6          | 0          | 379      | 89       |

### A válogatottban
| Válogatott | Év       | Pályára lépés | Gól |
| ---------- | -------- | ------------- | --- |
| Skócia     | 2014     | 1             | 0   |
| Skócia     | 2015     | 3             | 0   |
| Skócia     | 2018     | 5             | 0   |
| Skócia     | 2019     | 5             | 1   |
| Összesen   | Összesen | 14            | 1   |

#### Góljai a válogatottban
| # | Időpont           | Helyszín                                   | Ellenfél   | Gólok | Eredmény | Kiírás               |
| - | ----------------- | ------------------------------------------ | ---------- | ----- | -------- | -------------------- |
| 1 | 2019. március 24. | San Marino Stadion, Serravalle, San Marino | San Marino | 2–0   | 2–0      | 2020-as EB-selejtező |

## Sikerei, díjai
Sporting Kansas City
- US Open Cup
  - Döntős (1): 2024